# العزیز محمد
العزیز محمد ((به انگلیسی: Al-Aziz Muhammad) ; (حدود ۱۲۱۳ – ۲۶ نوامبر ۱۲۳۶)، امیر ایوبی حلب و پسر الظاهر غازی و نوه صلاح‌الدین ایوبی بود. وی پسر ضیفه خاتون، دختر برادر صلاح‌الدین ایوبی، العادل یکم بود.